# سند إيراد

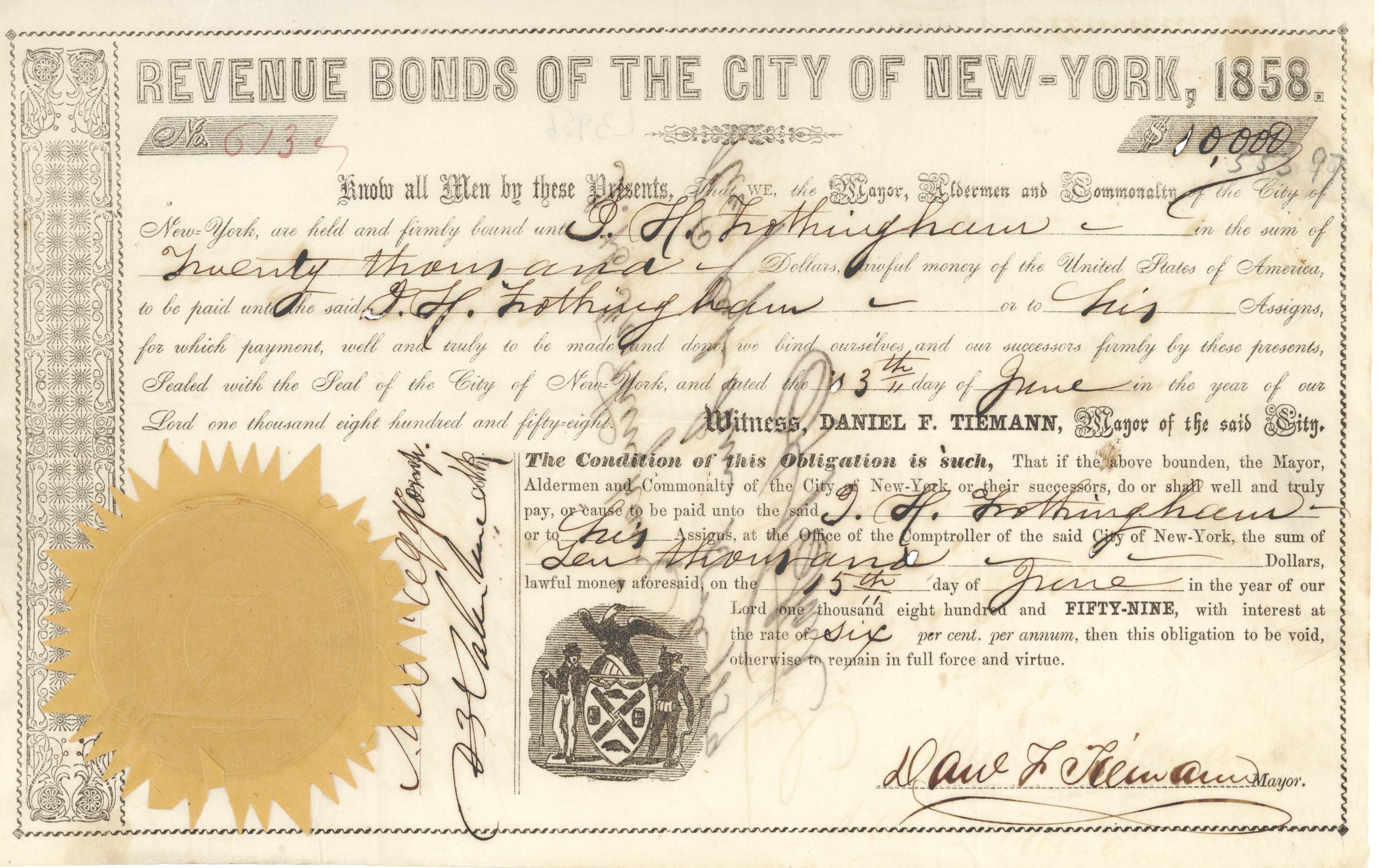
سند الإيرادات لمدينة نيويورك، الصادر في 3 يونيو 1858، بتوقيع رئيس البلدية دانييل إف. تيمان

سند إيراد  في الاقتصاد (بالإنجليزية:revenue bond)
هو نوع معين من السندات التي تصدرها الحكومة المركزية أو حكومة الولاية تتميز بضمان دفعها من إيرادات يتوقع الحصول عليها من الضرائب أو الجمارك أو غيرها . وهي تعادل في ضمانها السندات الحكومية العامة ، إلا أنها في العادة تأتي بنسبة فائدة أعلى .
وقد تعرض سندات الإيراد بغرض بناء منشأة أو توسيع أحد المنشآت العامة ، مثل:
- محطة تكرير المياه و مصلحة المجاري
- ضرائب المرور أو رسوم الكباري والأنفاق
- ميناء جويأو ميناء بحري
- محطة توليد كهرباء

## اقرأ أيضا
- سندات بلدية
- سندات الحكومة المركزية